# Haarbach (Vilsbiburg)
Haarbach ist ein Gemeindeteil der Stadt Vilsbiburg im niederbayerischen Landkreis Landshut. Bis 1978 bildete er eine selbstständige Gemeinde.

## Lage
Das Kirchdorf Haarbach liegt etwa vier Kilometer südwestlich von Vilsbiburg am gleichnamigen Haarbach.

## Geschichte
Im Jahr 980 ging der Besitz Haarbach nach dem Tod des letzten Grafen von Geisenhausen an das Domstift Augsburg über. Haarbach war Stammsitz der Edlen zu Haarbach, die bis in die zweite Hälfte des 13. Jahrhunderts vom Domstift mit der Grafschaft Geisenhausen belehnt waren. 1589 gelangte die Hofmark an den Rentmeister Stephan Schleich zu Achdorf. Die Brüder Ferdinand und Franz Xaver von Schleich verkauften das Schloss am 5. Februar 1817 an den gebürtigen Münchner Joseph von Edlinger. 1874 wurde das Landgut Haarbach an den Pächter des seit Langem bestehenden Brauhauses, Peter Prenninger, verkauft, der Betrieb der Brauerei 1916 eingestellt. Am 12. August 1955 brannten die noch bestehenden Reste von Schloss Haarbach völlig nieder. Zum Ende des Jahres 1955 wurde der Gasthof wieder aufgebaut.
Die Grundlage der landgerichtlichen Gemeinde Haarbach von 1818 war der unveränderte gleichnamige Steuerdistrikt von 1808. Sie gehörte zum Landgericht Vilsbiburg, später Landkreis Vilsbiburg und umfasste neben Haarbach die Orte Adlhub, Aim, Ammersöd, Blashub, Brandlmaierbach, Ellersberg, Friesing, Hackelsberg, Hofstetten, Kalteneck, Kurzbach, Loh, Maierbach, Motting, Niedermühle, Ödwimm, Reichenöd, Reisach, Schnedenhaarbach, Tattendorf und Wiethal. Im Rahmen der Gebietsreform in Bayern erfolgte am 1. Mai 1978 die Eingemeindung der Gemeinde Haarbach zur Stadt Vilsbiburg.

## Sehenswürdigkeiten
- Ehemalige Schlosskapelle St. Michael: Der einfache Ziegelbau der Spätgotik ist in die Denkmalliste von Vilsbiburg eingetragen. Daneben sind noch zwei Wegkapellen aufgeführt.